# Газарос Агаян
Газарос (Лазар) Агаян (вірм. Ղազարոս Աղայան, 4 [16] квітня 1840, Болніс-Хачен, Грузія — 20 червня [3 липня] 1911, Тифліс) — вірменський письменник, педагог.

## Біографія
1853 року закінчив Тифліську вірменську  семінарію. Працював наборщиком в друкарнях Тифліса і  Москви. За наполяганням приятелів Газарос Агаян переїхав для поповнення своїх знань в Петербург, де працював в Петербурзькій Академії наук набирачем текстів.
1867 року розпочинає працювати керуючим Ечміадзинською друкарнею. З 1869 по 1870 роки працював редактором щомісячника «Арарат». У 1870—1882 роки викладав в школах Ахалцихе,  Александрополя, Єревана та  Шуші. Був інспектором вірменських шкіл  Грузії та  Імеретії.
Пізніше працював секретарем в редакції журналу «Пордз» (Досвід), активно брав участь в редагуванні дитячого ілюстрованого щомісячного журналу «Ахпюр» (Джерело).
У 1895 році був заарештований за звинуваченням в членстві партії Гнчак і засланий спочатку в  Нор-Нахіджеван, а потім до Криму (1898-1900). Після цього до кінця життя Агаян перебував під наглядом царської жандармерії. У травні 1902 року святкувалося 40-річчя літературної діяльності письменника.
Помер 20 червня 1911 року в Тифлісі.
Похований в  Пантеоні Ходживанка в Тбілісі.

## Твори
Відомий як романіст, дитячий письменник і збирач пам'ятників народної творчості.
Заслуговують на увагу твори: «Арутюн і Манвел», «Дві сестри», «Анаід», «Арег Назан», «Торк Ангех».
Переклав «Казку про рибака і рибку» Пушкіна.
З публіцистичних робіт можна відзначити: «Сторінку нашої новітньої історії», «Головні події мого життя» і т.ін. Агаян склав ряд підручників  вірменської мови, серед яких азбука «Вивчення рідної мови» залишалася найбільш поширеною азбукою більше 40 років (1875-1916).

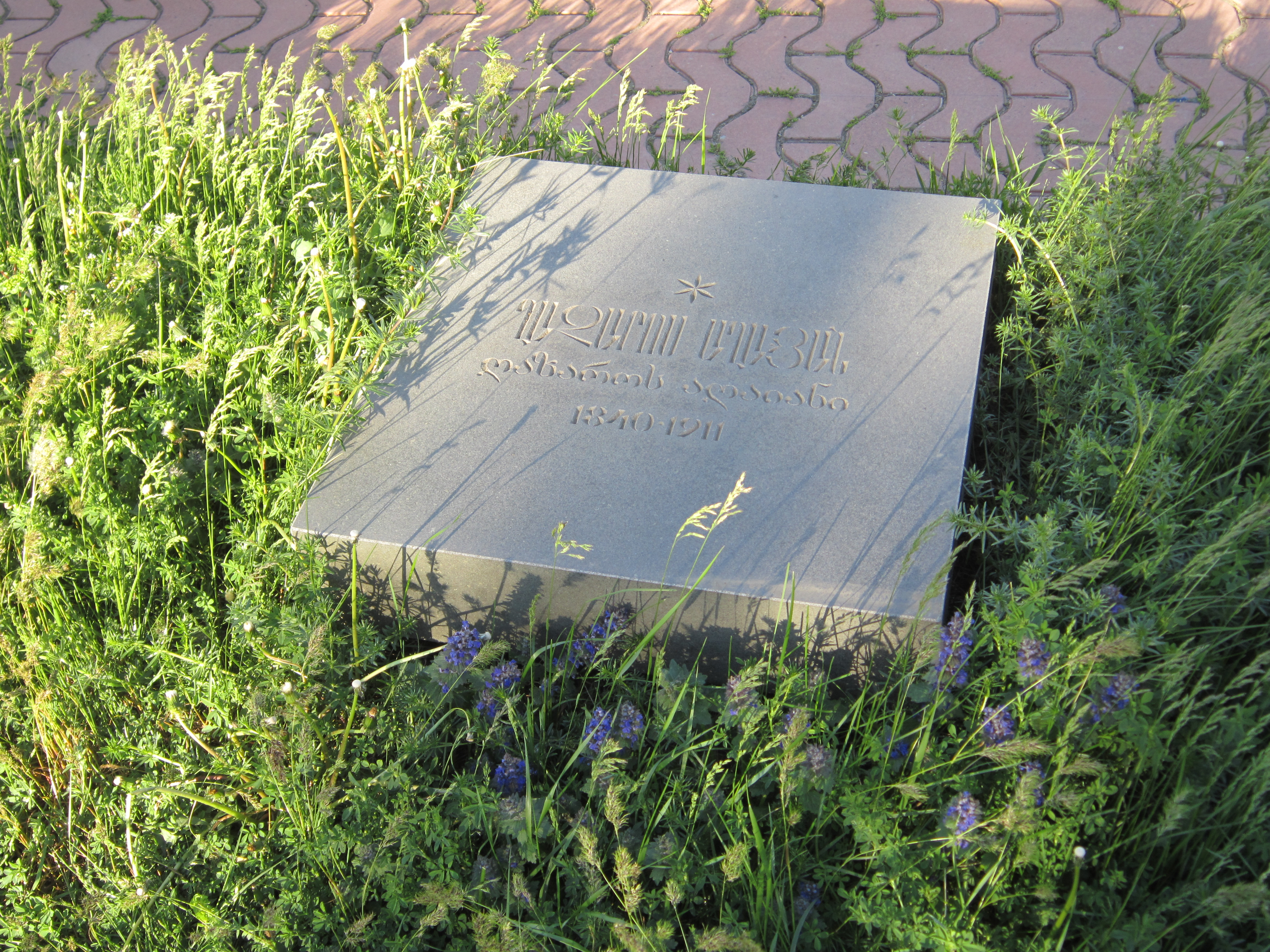
Могила в Ходживанці

## Екранізації
- «Анаіт» — повнометражний анімаційний фільм, знятий за казкою Газароса Агаяна. Прем'єра фільму відбулася в грудні 2014 року.[3].

## Сім'я
- Батько — Степан Агаян (1806/ 07 —  4 (16) жовтня 1882)
- Мати — Ріпсіме (Хурі) Ованесян (1815/16—1 (13) червня 1876)
- Дочка — Лусік Сарьян (Агаян) (3 (15) червня 1893-1974), дружина художника  Мартироса Сарьяна (1880—1972)
- Син — Мушег Агаян (5 (17) листопада 1883 або 1888-11 вересня 1966), відомий композитор, співак, музикознавець